# Перші сім Вселенських соборів

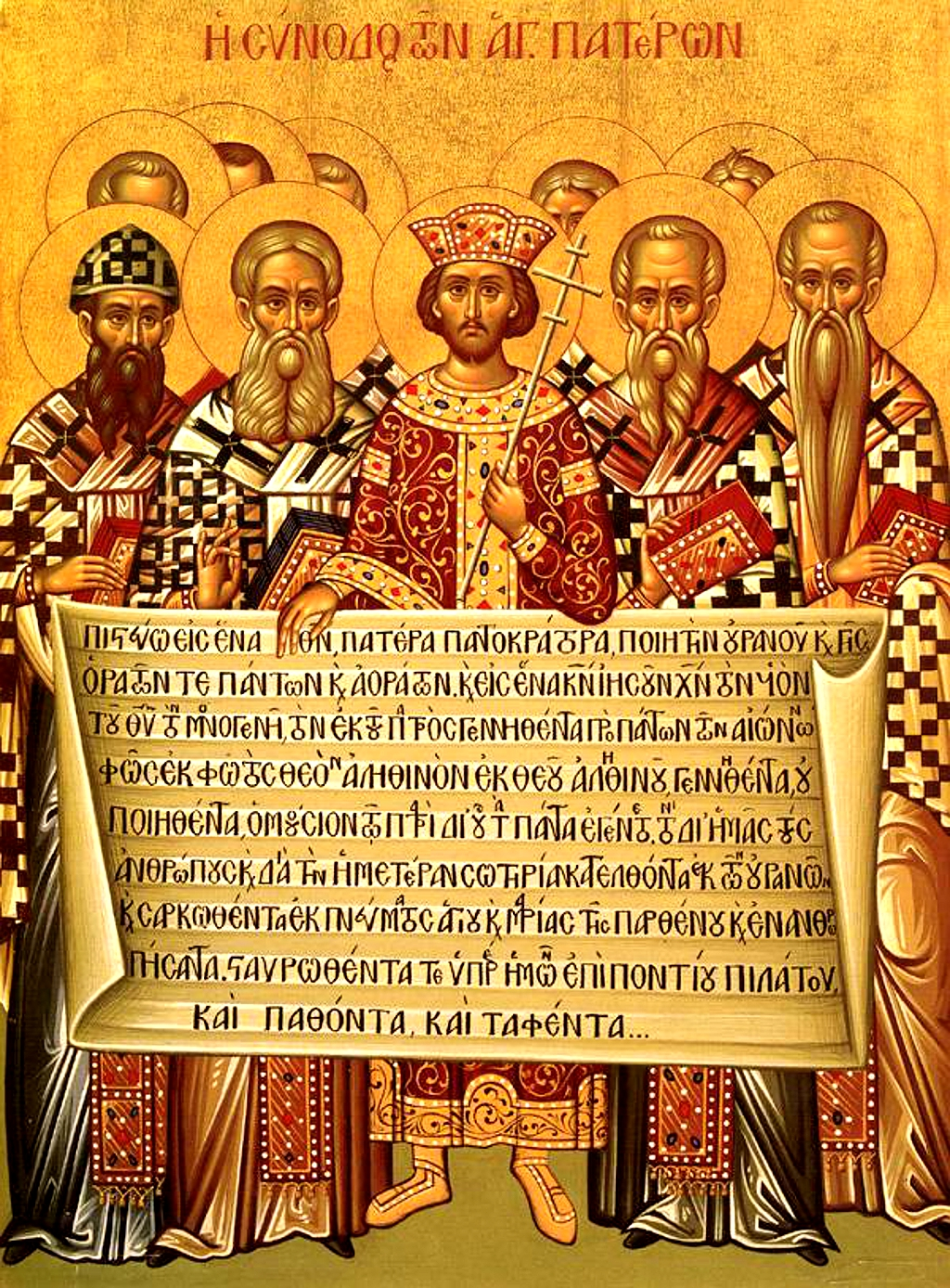
Ікона із зображенням імператора Костянтина І (у центрі) у супроводі єпископів Першого Нікейського собору (325), що тримає Нікейсько-Константинопольський Символ Віри 381 р.

В історії християнства до перших семи Вселенських соборів належать такі: Перший Нікейський собор у 325 році, Перший Константинопольський собор у 381 році, Ефеський собор у 431 році, Халкедонський собор у 451 році, Другий Константинопольський собор у 553 р. Третій Константинопольський собор 680–681 рр. і, нарешті, Другий Нікейський собор 787 р.
Ці сім подій являли собою спробу керівників Церкви досягти ортодоксального консенсусу, відновити мир та створити єдиний християнський світ. Серед Східного християнства східно-православні, орієнтальні-православні та церкви Сходу (ассирійські), а серед західних християн — римо-католицька церква, англіканська, утрехтська та польська національно-католицька церква та деякі скандинавські лютеранські церкви — усі вони простежують легітимність свого духовенства за допомогою апостолів правонаступництво до цього періоду і за його межами, до більш раннього періоду, який називають Великою церквою.
Ця ера починається з Першого Нікейського собору в 325 році, скликаного імператором Костянтином I після його перемоги над Ліцинієм та закріплення його правління над Римською імперією. Перший Нікейський собор оголосив Нікейський симбол віри, який у своїй первісній формі та зміненому Першим Константинопольським собором 381 р. розглядався усіма пізнішими соборами як пробний камінь православ’я щодо вчення про Трійцю.
Східна православна та католицька церкви приймають усі сім цих соборів як законні вселенські. Нехалкедонські Орієнтальні православні церкви приймають лише перші три, тоді як неефесинська Церква Сходу — лише перші дві. Існує також один додатковий собор, так званий Квінісекстський собор Трулли, що відбувся в 692 р. між шостим і сьомим Вселенським соборами, які видавали організаційні, літургійні та канонічні правила, але не обговорювали теологію. Лише в межах Східного православ'я його влада зазвичай вважається вселенською, проте православні не зараховують її до семи загальних соборів, а вважають її продовженням п'ятої та шостої. Католицька церква не приймає Квінісекстський собор, але і римський магістеріум, а також меншість східно-православних ієрархів та теологічних письменників вважають, що після перших семи були ще вселенські собори. (див. Четвертий Константинопольський собор, П’ятий Константинопольський собор та чотирнадцять додаткових ескуменічних соборів після розколу).

## Собори
Ці сім Вселенських соборів:
| Собор                             | Дата                             | Скликаний                                                       | Президент                                                                  | Кількість відвідувачів (прибл. )) | Теми |
| --------------------------------- | -------------------------------- | --------------------------------------------------------------- | -------------------------------------------------------------------------- | --------------------------------- | --- |
| Перший Нікейський собор           | 325 (20 травня-19 червня)        | Імператор Костянтин I                                           | Хосій Кордубський (та імператор Костянтин )                                | 318                               | Аріанство, природа Христа, святкування Пасхи ( Великодня ), висвячення євнухів, заборона стояти на колінах у неділю та від Великодня до П’ятидесятниці, чинність хрещення єретиками, християни, що втратили чинність, та інші справи.       |
| Перший Константинопольський собор | 381 (травень – липень)           | Імператор Теодосій I                                            | Мелетій Антіохійський, Григорій Назіанзус та Нектарій Константинопольський | 150                               | Аріанство, аполінарство, сабеліанство, Святий Дух, наступник Мелетія |
| Ефеський собор                    | 431 (22 червня-31 липня)         | Імператор Теодосій II                                           | Кирила Александрійського                                                   | 200–250                           | Несторіанство, Богородиця, пелагіанство |
| Халкедонський собор               | 451 (8 жовтня-1 листопада)       | Імператор Маркіян                                               | Папські легати Пасхасіна, Луценція та Боніфація                            | 520                               | Рішення, винесені на другому Ефеському соборі 449 р., Передбачувані правопорушення єпископа Олександрійського Діоскора, стосунки між божественністю та людяністю Христа, численні суперечки, пов’язані з окремими єпископами та престолами. |
| Другий Константинопольський собор | 553 (5 травня-2 червня)          | Імператор Юстиніан I                                            | Євтихій Константинопольський                                               | 152                               | Несторіанство Монофізитизм |
| Третій Константинопольський собор | 680-681 (7 листопада-16 вересня) | Імператор Костянтин IV                                          | Константинопольський патріарх Георгій I                                    | 300                               | Монотелітизм, людська та божественна воля Ісуса |
| Другий Нікейський собор           | 787 (24 вересня-23 жовтня)       | Костянтин VI та імператриця Ірина Атенська (на посаді регента ) | Константинопольський патріарх Тарасій, легати папи Адріана I               | 350                               | Іконоборство |

### Перший Нікейський собор (325)

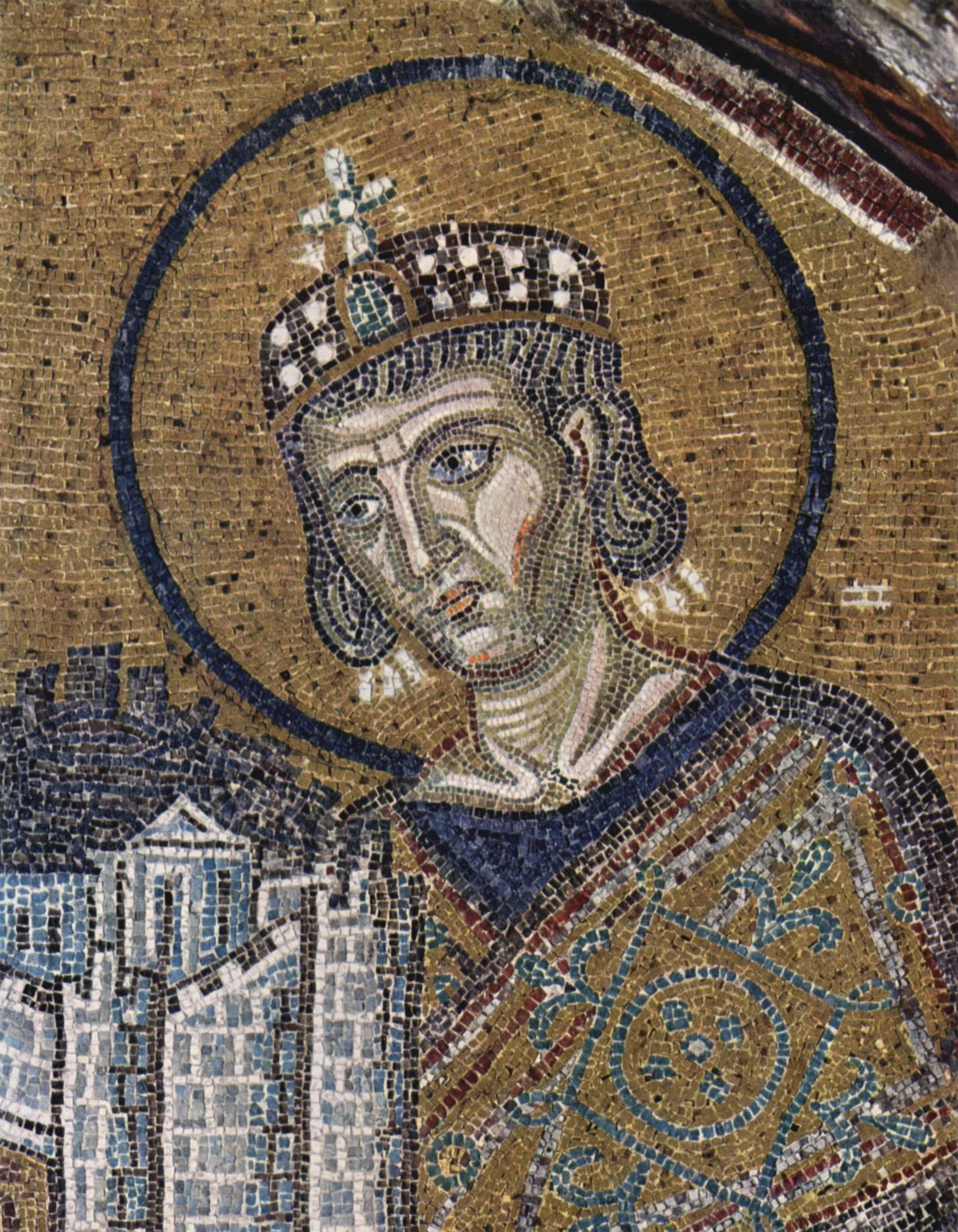
У цій церковній мозаїці імператор Костянтин представляє зображення Константинополя як данину пам’яті трону Марії та немовляті Ісусу. Собор Святої Софії, бл. 1000).

Імператор Костянтин скликав цей собор, щоб вирішити спірне питання — стосунки між Ісусом Христом і Богом Отцем. Імператор хотів укласти про це загальну угоду. Представники прибули з усієї Імперії, субсидовані імператором. До цього собору єпископи проводили місцеві собори, такі як Єрусалимський собор, але не було універсального чи Вселенського собору.
Собор склав віросповідання, оригінальний Нікейський симбол віри, який отримав майже одностайну підтримку. Опис собору «єдинородного Сина Бога», Ісуса Христа, як тієї ж субстанції з Богом Отцем став пробним каменем християнського тринітаризму. Собор також розглянула питання датування Великодня (див. суперечки про Великдень), визнала право Патріарха Александрійського на юрисдикцію за межами своєї провінції (за аналогією з юрисдикцією, яку здійснює Рим) та прерогативи церков в Антіохії та інших провінцій і схвалив звичай, яким вшановували Єрусалим, але без митрополичої гідности. 
Собору протистояли аріанти, і Костянтин намагався примирити Арія, на честь якого названо аріанство, з церквою. Навіть коли Арій помер у 336 році, за рік до смерті Костянтина, суперечки тривали, і різні окремі групи так чи інакше виступали за аріанські симпатії. У 359 р. подвійний собор східних і західних єпископів підтвердила формулу, в якій стверджувалося, що Батько і Син подібні відповідно до Святого Письма, що є головною перемогою аріанства. Противники аріанства згуртувалися, і Перший Константинопольський собор у 381 р. ознаменував остаточну перемогу нікейського православ'я в Імперії, хоча аріанство до того часу поширилося на германські племена, серед яких воно поступово зникло після прийняття франків у християнство в 496.

#### Костянтин замовляє Біблії
У 331 році Костянтин I доручив Євсевію доставити п’ятдесят Біблій для Константинопольської церкви. Атанасія (Апол. Конст. 4 ) записав александрійських книжників близько 340, які готували Біблії для Константа. Мало що відомо, хоча існує багато припущень. Наприклад, припускають, що це могло послужити мотивацією для списків канонів, а також що Ватиканський і Синайський кодекси є прикладами цих Біблій. Разом з Пешіттою та Кодексом Александріна це найдавніші християнські біблії, що дійшли до наших днів. 

### Перший Константинопольський собор (381)

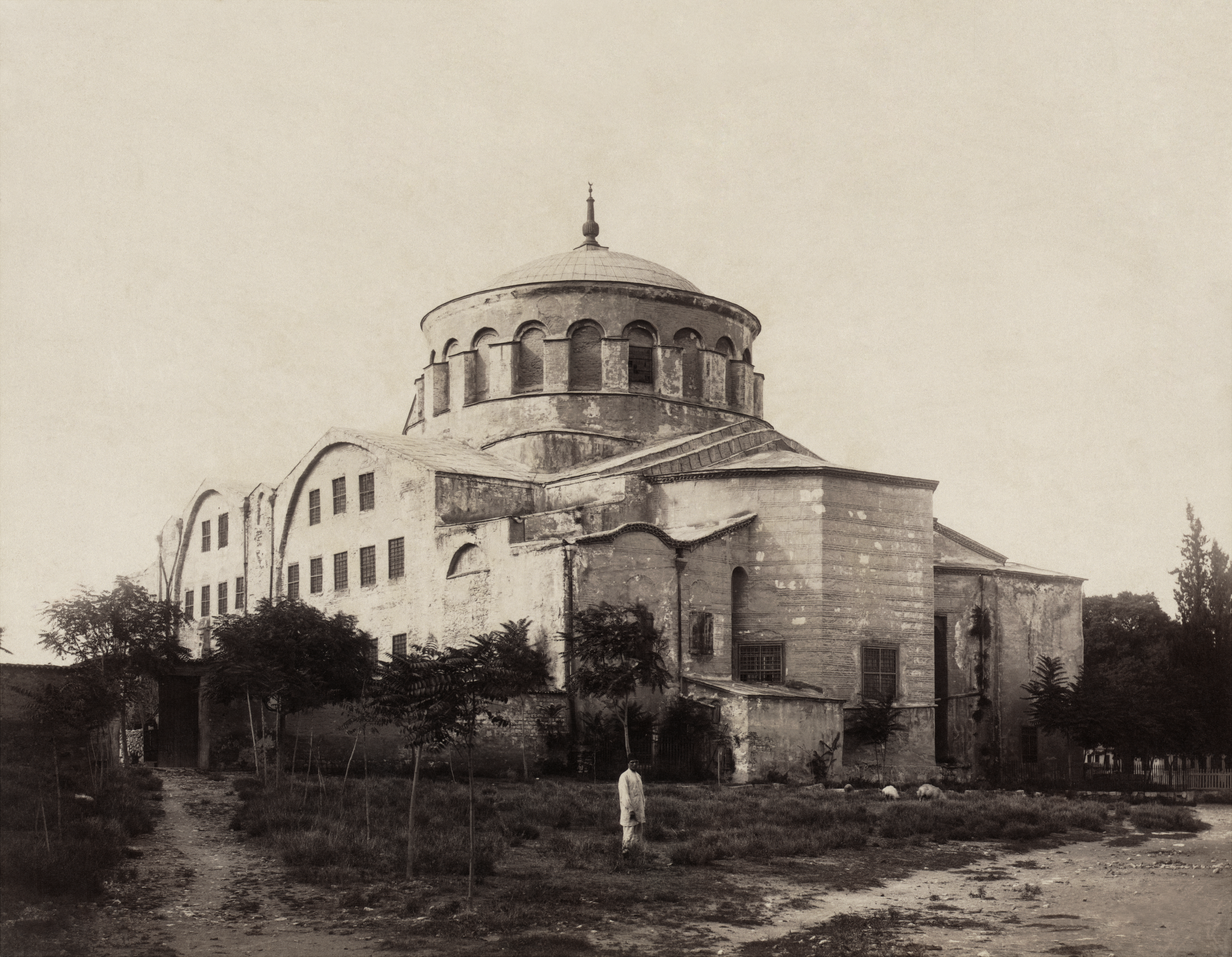
Церква святої Ірини — колишня церква, а тепер музей у Стамбулі. Введений в експлуатацію в IV столітті, він вважається першою церквою, побудованою в Константинополі, і має свій оригінальний атріум. У 381 році в церкві відбувся Перший Константинопольський собор. Пошкоджений землетрусом у VIII столітті, його нинішня форма значною мірою походить від ремонту, зробленого в той час.

Собор схвалив сучасну форму Нікейського симболу віри, яка використовується у більшості східних православних церков. Східна православна церква використовує текст собору, але з дієсловами, що виражають віру в однині: Πιστεύω (я вважаю) замість Πιστεύομεν (ми віримо). Латинський обряд католицької церкви також використовує однину і, крім грецької мови, додає дві фрази: «Deum de Deo» (Бог від Бога) та «Filioque» (і Син). Форма, яка використовується Вірменською апостольською церквою, яка є частиною східного православ'я, має ще багато доповнень. Це більш повне віровчення могло існувати до собору і, ймовірно, походить від хрещення Константинополя.
Собор також засудив аполінарство вчення про те, що в Христі немає людського розуму чи душі. Він також надав Константинополю почесне пріоритет над усіма церквами, окрім Риму.
Собор не включав західних єпископів або римських легатів, але пізніше вона цей собор був прийнятий як Вселенський на Заході.

### Перший Ефеський собор (431)
Теодосій II скликав собор для вирішення христологічних суперечок навколо несторіанства. Несторій, Патріарх Константинопольський, виступав проти вживання терміна Богородиці. Цей термін давно використовувався ортодоксальними письменниками, і він набирав популярність разом із відданістю Марії як Богородиці. Повідомляється, що він навчав, що у втіленому Христі були дві окремі особи, хоча чи насправді він навчав цьому, невідомо.
Собор скинув Несторія, відкинув несторіанство і проголосила Діву Марію Богородицею.

### Халкедонський собор (451)
Собор відкинув євтихійську доктрину монофізитизму, яка описала і окреслила «іпостасне з'єднання» та дві природи Христа, людську та божественну. Для тих, хто прийнняв цей собор (східноправославні, католики та більшість протестантів), це Четвертий Вселенський собор (скликаючи Другий Ефеський собор, відхилений цим собором, «Синод розбійників» або «Собор розбійників»).

#### Перед собором
У листопаді 448 р. cинод у Константинополі засудив Євтихія за неортодоксальність. Євтихій, архимандрит (ігумен) великого константинопольського монастиря навчав, що Христос не є однорідним з людством.
У 449 році Теодосій II скликав собор в Ефесі, де Євтихій був виправданий і повернувся до свого монастиря. Пізніше цей собор був скасований Халкедонським собором і позначений як «Latrocinium» (тобто «Собор розбійників»).

### Другий Константинопольський собор (553)
Цей собор засудив певні твори та авторів, які захищали христологію Несторія. Цей крок був спровокований імператором Юстиніаном, намагаючись примирити християн-монофізитів, проти нього виступили на Заході, і прийняття Папами собору викликало великий розкол.

#### Три глави
До Другого Константинопольського собору тривали суперечки щодо поводження з трьома суб'єктами, які всі вважали симпатичними до несторіанства, єресі про те, що у втіленні Христа є дві окремі особи. Імператор Юстиніан засудив Три глави, сподіваючись звернутися до християн-міафізитів зі своїм антинесторіанським завзяттям. Монофізити вважають, що у Втіленому Христі є лише одна природа (тобто божественна), а не дві тоді як міафізити вважають, що дві природи Христа об’єднані як одне і відрізняються лише думками.
Східні патріархи підтримували імператора, але на Заході його втручання було обурене, і папа Вігілій опирався його указу на тій підставі, що він протистояв халкедонським постановам. Політика Юстиніана фактично була нападом на Антіохійську теологію та рішення Халкедону. Папа схвалив і засудив три глави, проте протести на Заході змусили його відмовитись від засудження. Імператор скликав Другий Константинопольський собор для вирішення суперечки. 

#### Засідання собору
Собор, на якому були присутні переважно східні єпископи, засудив Три глави і, опосередковано, Папу Вігілія. Він також підтвердив намір Константинополя залишатися у спілкуванні з Римом.

#### Після собору
Вігілій заявив про своє підпорядкування собору, як і його наступник, папа Пелагій I.  Собор не була одразу визнаний Вселенським на Заході, і Мілан та Аквілея навіть розірвали спілкування з Римом з цього приводу. Розкол був подоланий лише наприкінці VI століття для Мілану та наприкінці VII століття для Аклієї. 
Політика імператора Юстиніана не примирила монофізитів.

### Третій Константинопольський собор (680–681)
Третій Константинопольський собор (680 – 681 рр.): Був відкинутий монотелітизм — вчення, яке отримало широку підтримку, коли було сформульоване у 638 р.; собор підтвердив, що Христос мав як людську, так і божественну подобу.

#### Трулльський собор
Трулльський собор (П'ятий-Шостий собор) або Собор у Труллі (692) не був прийнятий католицькою церквою. Оскільки це була переважно адміністративна рада для піднесення деяких місцевих канонів до Вселенського статусу, встановлення принципів духовної дисципліни, звернення до біблійного канону, без визначення питань доктрини, Східна православна церква не вважає її повноцінною у своїй власноруч, розглядаючи це як продовження п’ятої та шостої рад. Це дало церковну санкцію Пентархії як уряду державної церкви Римської імперії.

### Другий Нікейський собор (787)
Другий Нікейський собор (787). У 753 р. Імператор Костянтин V скликав Ієрійський синод, який оголосив, що зображення Ісуса неправильно подають його, а зображення Марії та святих — ідоли.  Другий Нікейський собор відновив шанування ікон і покінчив з першим іконоборством.

## Подальші події
У IX столітті імператор Михаїл III скинув Константинопольського патріарха Ігнація, а на його місце був призначений Фотій. Папа Микола I визнав неправомірним подання Ігнатія. Після вбивства Михаїла Ігнатій був відновлений як патріарх без викликів, а в 869–870 рр. собор у Константинополі, який вважався екуменічним на Заході, анатемував Фотія. Зі смертю Ігнатія в 877 р. Фотій став патріархом, а в 879–880 рр. інший собор у Константинополі, який багато східників вважають Вселенським, скасував рішення попереднього собору. 